# Artur Kejrans
Artur Kejrans, in lettone Artūrs Ķeirāns (Riga, 19 febbraio 1911 – Riga, 2 maggio 1954), è stato un compositore di scacchi lettone (sovietico dal 1940).
Pubblicò circa 200 problemi, di cui una cinquantina premiati (15 primi premi).
Compositore di grande talento, propose diverse nuove idee, tra cui un tema dei problemi in tre mosse: « la chiave permette a turno quattro case di fuga a stella al re Nero ».
Fu secondo nel campionato di composizione della Lettonia del 1934, e primo nel 1938. Nei campionati di composizione sovietici fu finalista nel 1947 e terzo nel 1952. Dal 1950 fino alla morte fu presidente dell'associazione problemistica della Repubblica Socialista Sovietica Lettone (RSSL).
Di professione era un medico veterinario.
Tre suoi problemi:
|   | a | b | c | d | e | f | g | h |   |
| 8 | g8 cavallo del nero · a7 donna del bianco · d6 pedone del nero · b5 pedone del nero · c5 donna del nero · d5 pedone del bianco · e4 pedone del bianco · f4 re del bianco · g4 cavallo del bianco · d3 pedone del nero · h3 alfiere del bianco · d2 pedone del bianco · h2 pedone del nero · d1 cavallo del bianco · g1 re del nero · h1 torre del nero | g8 cavallo del nero · a7 donna del bianco · d6 pedone del nero · b5 pedone del nero · c5 donna del nero · d5 pedone del bianco · e4 pedone del bianco · f4 re del bianco · g4 cavallo del bianco · d3 pedone del nero · h3 alfiere del bianco · d2 pedone del bianco · h2 pedone del nero · d1 cavallo del bianco · g1 re del nero · h1 torre del nero | g8 cavallo del nero · a7 donna del bianco · d6 pedone del nero · b5 pedone del nero · c5 donna del nero · d5 pedone del bianco · e4 pedone del bianco · f4 re del bianco · g4 cavallo del bianco · d3 pedone del nero · h3 alfiere del bianco · d2 pedone del bianco · h2 pedone del nero · d1 cavallo del bianco · g1 re del nero · h1 torre del nero | g8 cavallo del nero · a7 donna del bianco · d6 pedone del nero · b5 pedone del nero · c5 donna del nero · d5 pedone del bianco · e4 pedone del bianco · f4 re del bianco · g4 cavallo del bianco · d3 pedone del nero · h3 alfiere del bianco · d2 pedone del bianco · h2 pedone del nero · d1 cavallo del bianco · g1 re del nero · h1 torre del nero | g8 cavallo del nero · a7 donna del bianco · d6 pedone del nero · b5 pedone del nero · c5 donna del nero · d5 pedone del bianco · e4 pedone del bianco · f4 re del bianco · g4 cavallo del bianco · d3 pedone del nero · h3 alfiere del bianco · d2 pedone del bianco · h2 pedone del nero · d1 cavallo del bianco · g1 re del nero · h1 torre del nero | g8 cavallo del nero · a7 donna del bianco · d6 pedone del nero · b5 pedone del nero · c5 donna del nero · d5 pedone del bianco · e4 pedone del bianco · f4 re del bianco · g4 cavallo del bianco · d3 pedone del nero · h3 alfiere del bianco · d2 pedone del bianco · h2 pedone del nero · d1 cavallo del bianco · g1 re del nero · h1 torre del nero | g8 cavallo del nero · a7 donna del bianco · d6 pedone del nero · b5 pedone del nero · c5 donna del nero · d5 pedone del bianco · e4 pedone del bianco · f4 re del bianco · g4 cavallo del bianco · d3 pedone del nero · h3 alfiere del bianco · d2 pedone del bianco · h2 pedone del nero · d1 cavallo del bianco · g1 re del nero · h1 torre del nero | g8 cavallo del nero · a7 donna del bianco · d6 pedone del nero · b5 pedone del nero · c5 donna del nero · d5 pedone del bianco · e4 pedone del bianco · f4 re del bianco · g4 cavallo del bianco · d3 pedone del nero · h3 alfiere del bianco · d2 pedone del bianco · h2 pedone del nero · d1 cavallo del bianco · g1 re del nero · h1 torre del nero | 8 |
| 7 | g8 cavallo del nero · a7 donna del bianco · d6 pedone del nero · b5 pedone del nero · c5 donna del nero · d5 pedone del bianco · e4 pedone del bianco · f4 re del bianco · g4 cavallo del bianco · d3 pedone del nero · h3 alfiere del bianco · d2 pedone del bianco · h2 pedone del nero · d1 cavallo del bianco · g1 re del nero · h1 torre del nero | g8 cavallo del nero · a7 donna del bianco · d6 pedone del nero · b5 pedone del nero · c5 donna del nero · d5 pedone del bianco · e4 pedone del bianco · f4 re del bianco · g4 cavallo del bianco · d3 pedone del nero · h3 alfiere del bianco · d2 pedone del bianco · h2 pedone del nero · d1 cavallo del bianco · g1 re del nero · h1 torre del nero | g8 cavallo del nero · a7 donna del bianco · d6 pedone del nero · b5 pedone del nero · c5 donna del nero · d5 pedone del bianco · e4 pedone del bianco · f4 re del bianco · g4 cavallo del bianco · d3 pedone del nero · h3 alfiere del bianco · d2 pedone del bianco · h2 pedone del nero · d1 cavallo del bianco · g1 re del nero · h1 torre del nero | g8 cavallo del nero · a7 donna del bianco · d6 pedone del nero · b5 pedone del nero · c5 donna del nero · d5 pedone del bianco · e4 pedone del bianco · f4 re del bianco · g4 cavallo del bianco · d3 pedone del nero · h3 alfiere del bianco · d2 pedone del bianco · h2 pedone del nero · d1 cavallo del bianco · g1 re del nero · h1 torre del nero | g8 cavallo del nero · a7 donna del bianco · d6 pedone del nero · b5 pedone del nero · c5 donna del nero · d5 pedone del bianco · e4 pedone del bianco · f4 re del bianco · g4 cavallo del bianco · d3 pedone del nero · h3 alfiere del bianco · d2 pedone del bianco · h2 pedone del nero · d1 cavallo del bianco · g1 re del nero · h1 torre del nero | g8 cavallo del nero · a7 donna del bianco · d6 pedone del nero · b5 pedone del nero · c5 donna del nero · d5 pedone del bianco · e4 pedone del bianco · f4 re del bianco · g4 cavallo del bianco · d3 pedone del nero · h3 alfiere del bianco · d2 pedone del bianco · h2 pedone del nero · d1 cavallo del bianco · g1 re del nero · h1 torre del nero | g8 cavallo del nero · a7 donna del bianco · d6 pedone del nero · b5 pedone del nero · c5 donna del nero · d5 pedone del bianco · e4 pedone del bianco · f4 re del bianco · g4 cavallo del bianco · d3 pedone del nero · h3 alfiere del bianco · d2 pedone del bianco · h2 pedone del nero · d1 cavallo del bianco · g1 re del nero · h1 torre del nero | g8 cavallo del nero · a7 donna del bianco · d6 pedone del nero · b5 pedone del nero · c5 donna del nero · d5 pedone del bianco · e4 pedone del bianco · f4 re del bianco · g4 cavallo del bianco · d3 pedone del nero · h3 alfiere del bianco · d2 pedone del bianco · h2 pedone del nero · d1 cavallo del bianco · g1 re del nero · h1 torre del nero | 7 |
| 6 | g8 cavallo del nero · a7 donna del bianco · d6 pedone del nero · b5 pedone del nero · c5 donna del nero · d5 pedone del bianco · e4 pedone del bianco · f4 re del bianco · g4 cavallo del bianco · d3 pedone del nero · h3 alfiere del bianco · d2 pedone del bianco · h2 pedone del nero · d1 cavallo del bianco · g1 re del nero · h1 torre del nero | g8 cavallo del nero · a7 donna del bianco · d6 pedone del nero · b5 pedone del nero · c5 donna del nero · d5 pedone del bianco · e4 pedone del bianco · f4 re del bianco · g4 cavallo del bianco · d3 pedone del nero · h3 alfiere del bianco · d2 pedone del bianco · h2 pedone del nero · d1 cavallo del bianco · g1 re del nero · h1 torre del nero | g8 cavallo del nero · a7 donna del bianco · d6 pedone del nero · b5 pedone del nero · c5 donna del nero · d5 pedone del bianco · e4 pedone del bianco · f4 re del bianco · g4 cavallo del bianco · d3 pedone del nero · h3 alfiere del bianco · d2 pedone del bianco · h2 pedone del nero · d1 cavallo del bianco · g1 re del nero · h1 torre del nero | g8 cavallo del nero · a7 donna del bianco · d6 pedone del nero · b5 pedone del nero · c5 donna del nero · d5 pedone del bianco · e4 pedone del bianco · f4 re del bianco · g4 cavallo del bianco · d3 pedone del nero · h3 alfiere del bianco · d2 pedone del bianco · h2 pedone del nero · d1 cavallo del bianco · g1 re del nero · h1 torre del nero | g8 cavallo del nero · a7 donna del bianco · d6 pedone del nero · b5 pedone del nero · c5 donna del nero · d5 pedone del bianco · e4 pedone del bianco · f4 re del bianco · g4 cavallo del bianco · d3 pedone del nero · h3 alfiere del bianco · d2 pedone del bianco · h2 pedone del nero · d1 cavallo del bianco · g1 re del nero · h1 torre del nero | g8 cavallo del nero · a7 donna del bianco · d6 pedone del nero · b5 pedone del nero · c5 donna del nero · d5 pedone del bianco · e4 pedone del bianco · f4 re del bianco · g4 cavallo del bianco · d3 pedone del nero · h3 alfiere del bianco · d2 pedone del bianco · h2 pedone del nero · d1 cavallo del bianco · g1 re del nero · h1 torre del nero | g8 cavallo del nero · a7 donna del bianco · d6 pedone del nero · b5 pedone del nero · c5 donna del nero · d5 pedone del bianco · e4 pedone del bianco · f4 re del bianco · g4 cavallo del bianco · d3 pedone del nero · h3 alfiere del bianco · d2 pedone del bianco · h2 pedone del nero · d1 cavallo del bianco · g1 re del nero · h1 torre del nero | g8 cavallo del nero · a7 donna del bianco · d6 pedone del nero · b5 pedone del nero · c5 donna del nero · d5 pedone del bianco · e4 pedone del bianco · f4 re del bianco · g4 cavallo del bianco · d3 pedone del nero · h3 alfiere del bianco · d2 pedone del bianco · h2 pedone del nero · d1 cavallo del bianco · g1 re del nero · h1 torre del nero | 6 |
| 5 | g8 cavallo del nero · a7 donna del bianco · d6 pedone del nero · b5 pedone del nero · c5 donna del nero · d5 pedone del bianco · e4 pedone del bianco · f4 re del bianco · g4 cavallo del bianco · d3 pedone del nero · h3 alfiere del bianco · d2 pedone del bianco · h2 pedone del nero · d1 cavallo del bianco · g1 re del nero · h1 torre del nero | g8 cavallo del nero · a7 donna del bianco · d6 pedone del nero · b5 pedone del nero · c5 donna del nero · d5 pedone del bianco · e4 pedone del bianco · f4 re del bianco · g4 cavallo del bianco · d3 pedone del nero · h3 alfiere del bianco · d2 pedone del bianco · h2 pedone del nero · d1 cavallo del bianco · g1 re del nero · h1 torre del nero | g8 cavallo del nero · a7 donna del bianco · d6 pedone del nero · b5 pedone del nero · c5 donna del nero · d5 pedone del bianco · e4 pedone del bianco · f4 re del bianco · g4 cavallo del bianco · d3 pedone del nero · h3 alfiere del bianco · d2 pedone del bianco · h2 pedone del nero · d1 cavallo del bianco · g1 re del nero · h1 torre del nero | g8 cavallo del nero · a7 donna del bianco · d6 pedone del nero · b5 pedone del nero · c5 donna del nero · d5 pedone del bianco · e4 pedone del bianco · f4 re del bianco · g4 cavallo del bianco · d3 pedone del nero · h3 alfiere del bianco · d2 pedone del bianco · h2 pedone del nero · d1 cavallo del bianco · g1 re del nero · h1 torre del nero | g8 cavallo del nero · a7 donna del bianco · d6 pedone del nero · b5 pedone del nero · c5 donna del nero · d5 pedone del bianco · e4 pedone del bianco · f4 re del bianco · g4 cavallo del bianco · d3 pedone del nero · h3 alfiere del bianco · d2 pedone del bianco · h2 pedone del nero · d1 cavallo del bianco · g1 re del nero · h1 torre del nero | g8 cavallo del nero · a7 donna del bianco · d6 pedone del nero · b5 pedone del nero · c5 donna del nero · d5 pedone del bianco · e4 pedone del bianco · f4 re del bianco · g4 cavallo del bianco · d3 pedone del nero · h3 alfiere del bianco · d2 pedone del bianco · h2 pedone del nero · d1 cavallo del bianco · g1 re del nero · h1 torre del nero | g8 cavallo del nero · a7 donna del bianco · d6 pedone del nero · b5 pedone del nero · c5 donna del nero · d5 pedone del bianco · e4 pedone del bianco · f4 re del bianco · g4 cavallo del bianco · d3 pedone del nero · h3 alfiere del bianco · d2 pedone del bianco · h2 pedone del nero · d1 cavallo del bianco · g1 re del nero · h1 torre del nero | g8 cavallo del nero · a7 donna del bianco · d6 pedone del nero · b5 pedone del nero · c5 donna del nero · d5 pedone del bianco · e4 pedone del bianco · f4 re del bianco · g4 cavallo del bianco · d3 pedone del nero · h3 alfiere del bianco · d2 pedone del bianco · h2 pedone del nero · d1 cavallo del bianco · g1 re del nero · h1 torre del nero | 5 |
| 4 | g8 cavallo del nero · a7 donna del bianco · d6 pedone del nero · b5 pedone del nero · c5 donna del nero · d5 pedone del bianco · e4 pedone del bianco · f4 re del bianco · g4 cavallo del bianco · d3 pedone del nero · h3 alfiere del bianco · d2 pedone del bianco · h2 pedone del nero · d1 cavallo del bianco · g1 re del nero · h1 torre del nero | g8 cavallo del nero · a7 donna del bianco · d6 pedone del nero · b5 pedone del nero · c5 donna del nero · d5 pedone del bianco · e4 pedone del bianco · f4 re del bianco · g4 cavallo del bianco · d3 pedone del nero · h3 alfiere del bianco · d2 pedone del bianco · h2 pedone del nero · d1 cavallo del bianco · g1 re del nero · h1 torre del nero | g8 cavallo del nero · a7 donna del bianco · d6 pedone del nero · b5 pedone del nero · c5 donna del nero · d5 pedone del bianco · e4 pedone del bianco · f4 re del bianco · g4 cavallo del bianco · d3 pedone del nero · h3 alfiere del bianco · d2 pedone del bianco · h2 pedone del nero · d1 cavallo del bianco · g1 re del nero · h1 torre del nero | g8 cavallo del nero · a7 donna del bianco · d6 pedone del nero · b5 pedone del nero · c5 donna del nero · d5 pedone del bianco · e4 pedone del bianco · f4 re del bianco · g4 cavallo del bianco · d3 pedone del nero · h3 alfiere del bianco · d2 pedone del bianco · h2 pedone del nero · d1 cavallo del bianco · g1 re del nero · h1 torre del nero | g8 cavallo del nero · a7 donna del bianco · d6 pedone del nero · b5 pedone del nero · c5 donna del nero · d5 pedone del bianco · e4 pedone del bianco · f4 re del bianco · g4 cavallo del bianco · d3 pedone del nero · h3 alfiere del bianco · d2 pedone del bianco · h2 pedone del nero · d1 cavallo del bianco · g1 re del nero · h1 torre del nero | g8 cavallo del nero · a7 donna del bianco · d6 pedone del nero · b5 pedone del nero · c5 donna del nero · d5 pedone del bianco · e4 pedone del bianco · f4 re del bianco · g4 cavallo del bianco · d3 pedone del nero · h3 alfiere del bianco · d2 pedone del bianco · h2 pedone del nero · d1 cavallo del bianco · g1 re del nero · h1 torre del nero | g8 cavallo del nero · a7 donna del bianco · d6 pedone del nero · b5 pedone del nero · c5 donna del nero · d5 pedone del bianco · e4 pedone del bianco · f4 re del bianco · g4 cavallo del bianco · d3 pedone del nero · h3 alfiere del bianco · d2 pedone del bianco · h2 pedone del nero · d1 cavallo del bianco · g1 re del nero · h1 torre del nero | g8 cavallo del nero · a7 donna del bianco · d6 pedone del nero · b5 pedone del nero · c5 donna del nero · d5 pedone del bianco · e4 pedone del bianco · f4 re del bianco · g4 cavallo del bianco · d3 pedone del nero · h3 alfiere del bianco · d2 pedone del bianco · h2 pedone del nero · d1 cavallo del bianco · g1 re del nero · h1 torre del nero | 4 |
| 3 | g8 cavallo del nero · a7 donna del bianco · d6 pedone del nero · b5 pedone del nero · c5 donna del nero · d5 pedone del bianco · e4 pedone del bianco · f4 re del bianco · g4 cavallo del bianco · d3 pedone del nero · h3 alfiere del bianco · d2 pedone del bianco · h2 pedone del nero · d1 cavallo del bianco · g1 re del nero · h1 torre del nero | g8 cavallo del nero · a7 donna del bianco · d6 pedone del nero · b5 pedone del nero · c5 donna del nero · d5 pedone del bianco · e4 pedone del bianco · f4 re del bianco · g4 cavallo del bianco · d3 pedone del nero · h3 alfiere del bianco · d2 pedone del bianco · h2 pedone del nero · d1 cavallo del bianco · g1 re del nero · h1 torre del nero | g8 cavallo del nero · a7 donna del bianco · d6 pedone del nero · b5 pedone del nero · c5 donna del nero · d5 pedone del bianco · e4 pedone del bianco · f4 re del bianco · g4 cavallo del bianco · d3 pedone del nero · h3 alfiere del bianco · d2 pedone del bianco · h2 pedone del nero · d1 cavallo del bianco · g1 re del nero · h1 torre del nero | g8 cavallo del nero · a7 donna del bianco · d6 pedone del nero · b5 pedone del nero · c5 donna del nero · d5 pedone del bianco · e4 pedone del bianco · f4 re del bianco · g4 cavallo del bianco · d3 pedone del nero · h3 alfiere del bianco · d2 pedone del bianco · h2 pedone del nero · d1 cavallo del bianco · g1 re del nero · h1 torre del nero | g8 cavallo del nero · a7 donna del bianco · d6 pedone del nero · b5 pedone del nero · c5 donna del nero · d5 pedone del bianco · e4 pedone del bianco · f4 re del bianco · g4 cavallo del bianco · d3 pedone del nero · h3 alfiere del bianco · d2 pedone del bianco · h2 pedone del nero · d1 cavallo del bianco · g1 re del nero · h1 torre del nero | g8 cavallo del nero · a7 donna del bianco · d6 pedone del nero · b5 pedone del nero · c5 donna del nero · d5 pedone del bianco · e4 pedone del bianco · f4 re del bianco · g4 cavallo del bianco · d3 pedone del nero · h3 alfiere del bianco · d2 pedone del bianco · h2 pedone del nero · d1 cavallo del bianco · g1 re del nero · h1 torre del nero | g8 cavallo del nero · a7 donna del bianco · d6 pedone del nero · b5 pedone del nero · c5 donna del nero · d5 pedone del bianco · e4 pedone del bianco · f4 re del bianco · g4 cavallo del bianco · d3 pedone del nero · h3 alfiere del bianco · d2 pedone del bianco · h2 pedone del nero · d1 cavallo del bianco · g1 re del nero · h1 torre del nero | g8 cavallo del nero · a7 donna del bianco · d6 pedone del nero · b5 pedone del nero · c5 donna del nero · d5 pedone del bianco · e4 pedone del bianco · f4 re del bianco · g4 cavallo del bianco · d3 pedone del nero · h3 alfiere del bianco · d2 pedone del bianco · h2 pedone del nero · d1 cavallo del bianco · g1 re del nero · h1 torre del nero | 3 |
| 2 | g8 cavallo del nero · a7 donna del bianco · d6 pedone del nero · b5 pedone del nero · c5 donna del nero · d5 pedone del bianco · e4 pedone del bianco · f4 re del bianco · g4 cavallo del bianco · d3 pedone del nero · h3 alfiere del bianco · d2 pedone del bianco · h2 pedone del nero · d1 cavallo del bianco · g1 re del nero · h1 torre del nero | g8 cavallo del nero · a7 donna del bianco · d6 pedone del nero · b5 pedone del nero · c5 donna del nero · d5 pedone del bianco · e4 pedone del bianco · f4 re del bianco · g4 cavallo del bianco · d3 pedone del nero · h3 alfiere del bianco · d2 pedone del bianco · h2 pedone del nero · d1 cavallo del bianco · g1 re del nero · h1 torre del nero | g8 cavallo del nero · a7 donna del bianco · d6 pedone del nero · b5 pedone del nero · c5 donna del nero · d5 pedone del bianco · e4 pedone del bianco · f4 re del bianco · g4 cavallo del bianco · d3 pedone del nero · h3 alfiere del bianco · d2 pedone del bianco · h2 pedone del nero · d1 cavallo del bianco · g1 re del nero · h1 torre del nero | g8 cavallo del nero · a7 donna del bianco · d6 pedone del nero · b5 pedone del nero · c5 donna del nero · d5 pedone del bianco · e4 pedone del bianco · f4 re del bianco · g4 cavallo del bianco · d3 pedone del nero · h3 alfiere del bianco · d2 pedone del bianco · h2 pedone del nero · d1 cavallo del bianco · g1 re del nero · h1 torre del nero | g8 cavallo del nero · a7 donna del bianco · d6 pedone del nero · b5 pedone del nero · c5 donna del nero · d5 pedone del bianco · e4 pedone del bianco · f4 re del bianco · g4 cavallo del bianco · d3 pedone del nero · h3 alfiere del bianco · d2 pedone del bianco · h2 pedone del nero · d1 cavallo del bianco · g1 re del nero · h1 torre del nero | g8 cavallo del nero · a7 donna del bianco · d6 pedone del nero · b5 pedone del nero · c5 donna del nero · d5 pedone del bianco · e4 pedone del bianco · f4 re del bianco · g4 cavallo del bianco · d3 pedone del nero · h3 alfiere del bianco · d2 pedone del bianco · h2 pedone del nero · d1 cavallo del bianco · g1 re del nero · h1 torre del nero | g8 cavallo del nero · a7 donna del bianco · d6 pedone del nero · b5 pedone del nero · c5 donna del nero · d5 pedone del bianco · e4 pedone del bianco · f4 re del bianco · g4 cavallo del bianco · d3 pedone del nero · h3 alfiere del bianco · d2 pedone del bianco · h2 pedone del nero · d1 cavallo del bianco · g1 re del nero · h1 torre del nero | g8 cavallo del nero · a7 donna del bianco · d6 pedone del nero · b5 pedone del nero · c5 donna del nero · d5 pedone del bianco · e4 pedone del bianco · f4 re del bianco · g4 cavallo del bianco · d3 pedone del nero · h3 alfiere del bianco · d2 pedone del bianco · h2 pedone del nero · d1 cavallo del bianco · g1 re del nero · h1 torre del nero | 2 |
| 1 | g8 cavallo del nero · a7 donna del bianco · d6 pedone del nero · b5 pedone del nero · c5 donna del nero · d5 pedone del bianco · e4 pedone del bianco · f4 re del bianco · g4 cavallo del bianco · d3 pedone del nero · h3 alfiere del bianco · d2 pedone del bianco · h2 pedone del nero · d1 cavallo del bianco · g1 re del nero · h1 torre del nero | g8 cavallo del nero · a7 donna del bianco · d6 pedone del nero · b5 pedone del nero · c5 donna del nero · d5 pedone del bianco · e4 pedone del bianco · f4 re del bianco · g4 cavallo del bianco · d3 pedone del nero · h3 alfiere del bianco · d2 pedone del bianco · h2 pedone del nero · d1 cavallo del bianco · g1 re del nero · h1 torre del nero | g8 cavallo del nero · a7 donna del bianco · d6 pedone del nero · b5 pedone del nero · c5 donna del nero · d5 pedone del bianco · e4 pedone del bianco · f4 re del bianco · g4 cavallo del bianco · d3 pedone del nero · h3 alfiere del bianco · d2 pedone del bianco · h2 pedone del nero · d1 cavallo del bianco · g1 re del nero · h1 torre del nero | g8 cavallo del nero · a7 donna del bianco · d6 pedone del nero · b5 pedone del nero · c5 donna del nero · d5 pedone del bianco · e4 pedone del bianco · f4 re del bianco · g4 cavallo del bianco · d3 pedone del nero · h3 alfiere del bianco · d2 pedone del bianco · h2 pedone del nero · d1 cavallo del bianco · g1 re del nero · h1 torre del nero | g8 cavallo del nero · a7 donna del bianco · d6 pedone del nero · b5 pedone del nero · c5 donna del nero · d5 pedone del bianco · e4 pedone del bianco · f4 re del bianco · g4 cavallo del bianco · d3 pedone del nero · h3 alfiere del bianco · d2 pedone del bianco · h2 pedone del nero · d1 cavallo del bianco · g1 re del nero · h1 torre del nero | g8 cavallo del nero · a7 donna del bianco · d6 pedone del nero · b5 pedone del nero · c5 donna del nero · d5 pedone del bianco · e4 pedone del bianco · f4 re del bianco · g4 cavallo del bianco · d3 pedone del nero · h3 alfiere del bianco · d2 pedone del bianco · h2 pedone del nero · d1 cavallo del bianco · g1 re del nero · h1 torre del nero | g8 cavallo del nero · a7 donna del bianco · d6 pedone del nero · b5 pedone del nero · c5 donna del nero · d5 pedone del bianco · e4 pedone del bianco · f4 re del bianco · g4 cavallo del bianco · d3 pedone del nero · h3 alfiere del bianco · d2 pedone del bianco · h2 pedone del nero · d1 cavallo del bianco · g1 re del nero · h1 torre del nero | g8 cavallo del nero · a7 donna del bianco · d6 pedone del nero · b5 pedone del nero · c5 donna del nero · d5 pedone del bianco · e4 pedone del bianco · f4 re del bianco · g4 cavallo del bianco · d3 pedone del nero · h3 alfiere del bianco · d2 pedone del bianco · h2 pedone del nero · d1 cavallo del bianco · g1 re del nero · h1 torre del nero | 1 |
|   | a | b | c | d | e | f | g | h |   |

Soluzione:
Chiave: 1. Da1 !
1. ...De3+  2. Cxe3#

1. ...Df2+  2. Cxf2#

1. ...Dc2/c1/a3  2. Dd4#

|   | a | b | c | d | e | f | g | h |   |
| 8 | e6 pedone del nero · e5 pedone del bianco · a4 torre del bianco · d4 pedone del nero · d3 pedone del bianco · h3 pedone del nero · a2 pedone del nero · b2 cavallo del bianco · c2 re del bianco · f2 pedone del nero · h2 pedone del nero · a1 re del nero · d1 alfiere del bianco · g1 alfiere del bianco · h1 torre del bianco | e6 pedone del nero · e5 pedone del bianco · a4 torre del bianco · d4 pedone del nero · d3 pedone del bianco · h3 pedone del nero · a2 pedone del nero · b2 cavallo del bianco · c2 re del bianco · f2 pedone del nero · h2 pedone del nero · a1 re del nero · d1 alfiere del bianco · g1 alfiere del bianco · h1 torre del bianco | e6 pedone del nero · e5 pedone del bianco · a4 torre del bianco · d4 pedone del nero · d3 pedone del bianco · h3 pedone del nero · a2 pedone del nero · b2 cavallo del bianco · c2 re del bianco · f2 pedone del nero · h2 pedone del nero · a1 re del nero · d1 alfiere del bianco · g1 alfiere del bianco · h1 torre del bianco | e6 pedone del nero · e5 pedone del bianco · a4 torre del bianco · d4 pedone del nero · d3 pedone del bianco · h3 pedone del nero · a2 pedone del nero · b2 cavallo del bianco · c2 re del bianco · f2 pedone del nero · h2 pedone del nero · a1 re del nero · d1 alfiere del bianco · g1 alfiere del bianco · h1 torre del bianco | e6 pedone del nero · e5 pedone del bianco · a4 torre del bianco · d4 pedone del nero · d3 pedone del bianco · h3 pedone del nero · a2 pedone del nero · b2 cavallo del bianco · c2 re del bianco · f2 pedone del nero · h2 pedone del nero · a1 re del nero · d1 alfiere del bianco · g1 alfiere del bianco · h1 torre del bianco | e6 pedone del nero · e5 pedone del bianco · a4 torre del bianco · d4 pedone del nero · d3 pedone del bianco · h3 pedone del nero · a2 pedone del nero · b2 cavallo del bianco · c2 re del bianco · f2 pedone del nero · h2 pedone del nero · a1 re del nero · d1 alfiere del bianco · g1 alfiere del bianco · h1 torre del bianco | e6 pedone del nero · e5 pedone del bianco · a4 torre del bianco · d4 pedone del nero · d3 pedone del bianco · h3 pedone del nero · a2 pedone del nero · b2 cavallo del bianco · c2 re del bianco · f2 pedone del nero · h2 pedone del nero · a1 re del nero · d1 alfiere del bianco · g1 alfiere del bianco · h1 torre del bianco | e6 pedone del nero · e5 pedone del bianco · a4 torre del bianco · d4 pedone del nero · d3 pedone del bianco · h3 pedone del nero · a2 pedone del nero · b2 cavallo del bianco · c2 re del bianco · f2 pedone del nero · h2 pedone del nero · a1 re del nero · d1 alfiere del bianco · g1 alfiere del bianco · h1 torre del bianco | 8 |
| 7 | e6 pedone del nero · e5 pedone del bianco · a4 torre del bianco · d4 pedone del nero · d3 pedone del bianco · h3 pedone del nero · a2 pedone del nero · b2 cavallo del bianco · c2 re del bianco · f2 pedone del nero · h2 pedone del nero · a1 re del nero · d1 alfiere del bianco · g1 alfiere del bianco · h1 torre del bianco | e6 pedone del nero · e5 pedone del bianco · a4 torre del bianco · d4 pedone del nero · d3 pedone del bianco · h3 pedone del nero · a2 pedone del nero · b2 cavallo del bianco · c2 re del bianco · f2 pedone del nero · h2 pedone del nero · a1 re del nero · d1 alfiere del bianco · g1 alfiere del bianco · h1 torre del bianco | e6 pedone del nero · e5 pedone del bianco · a4 torre del bianco · d4 pedone del nero · d3 pedone del bianco · h3 pedone del nero · a2 pedone del nero · b2 cavallo del bianco · c2 re del bianco · f2 pedone del nero · h2 pedone del nero · a1 re del nero · d1 alfiere del bianco · g1 alfiere del bianco · h1 torre del bianco | e6 pedone del nero · e5 pedone del bianco · a4 torre del bianco · d4 pedone del nero · d3 pedone del bianco · h3 pedone del nero · a2 pedone del nero · b2 cavallo del bianco · c2 re del bianco · f2 pedone del nero · h2 pedone del nero · a1 re del nero · d1 alfiere del bianco · g1 alfiere del bianco · h1 torre del bianco | e6 pedone del nero · e5 pedone del bianco · a4 torre del bianco · d4 pedone del nero · d3 pedone del bianco · h3 pedone del nero · a2 pedone del nero · b2 cavallo del bianco · c2 re del bianco · f2 pedone del nero · h2 pedone del nero · a1 re del nero · d1 alfiere del bianco · g1 alfiere del bianco · h1 torre del bianco | e6 pedone del nero · e5 pedone del bianco · a4 torre del bianco · d4 pedone del nero · d3 pedone del bianco · h3 pedone del nero · a2 pedone del nero · b2 cavallo del bianco · c2 re del bianco · f2 pedone del nero · h2 pedone del nero · a1 re del nero · d1 alfiere del bianco · g1 alfiere del bianco · h1 torre del bianco | e6 pedone del nero · e5 pedone del bianco · a4 torre del bianco · d4 pedone del nero · d3 pedone del bianco · h3 pedone del nero · a2 pedone del nero · b2 cavallo del bianco · c2 re del bianco · f2 pedone del nero · h2 pedone del nero · a1 re del nero · d1 alfiere del bianco · g1 alfiere del bianco · h1 torre del bianco | e6 pedone del nero · e5 pedone del bianco · a4 torre del bianco · d4 pedone del nero · d3 pedone del bianco · h3 pedone del nero · a2 pedone del nero · b2 cavallo del bianco · c2 re del bianco · f2 pedone del nero · h2 pedone del nero · a1 re del nero · d1 alfiere del bianco · g1 alfiere del bianco · h1 torre del bianco | 7 |
| 6 | e6 pedone del nero · e5 pedone del bianco · a4 torre del bianco · d4 pedone del nero · d3 pedone del bianco · h3 pedone del nero · a2 pedone del nero · b2 cavallo del bianco · c2 re del bianco · f2 pedone del nero · h2 pedone del nero · a1 re del nero · d1 alfiere del bianco · g1 alfiere del bianco · h1 torre del bianco | e6 pedone del nero · e5 pedone del bianco · a4 torre del bianco · d4 pedone del nero · d3 pedone del bianco · h3 pedone del nero · a2 pedone del nero · b2 cavallo del bianco · c2 re del bianco · f2 pedone del nero · h2 pedone del nero · a1 re del nero · d1 alfiere del bianco · g1 alfiere del bianco · h1 torre del bianco | e6 pedone del nero · e5 pedone del bianco · a4 torre del bianco · d4 pedone del nero · d3 pedone del bianco · h3 pedone del nero · a2 pedone del nero · b2 cavallo del bianco · c2 re del bianco · f2 pedone del nero · h2 pedone del nero · a1 re del nero · d1 alfiere del bianco · g1 alfiere del bianco · h1 torre del bianco | e6 pedone del nero · e5 pedone del bianco · a4 torre del bianco · d4 pedone del nero · d3 pedone del bianco · h3 pedone del nero · a2 pedone del nero · b2 cavallo del bianco · c2 re del bianco · f2 pedone del nero · h2 pedone del nero · a1 re del nero · d1 alfiere del bianco · g1 alfiere del bianco · h1 torre del bianco | e6 pedone del nero · e5 pedone del bianco · a4 torre del bianco · d4 pedone del nero · d3 pedone del bianco · h3 pedone del nero · a2 pedone del nero · b2 cavallo del bianco · c2 re del bianco · f2 pedone del nero · h2 pedone del nero · a1 re del nero · d1 alfiere del bianco · g1 alfiere del bianco · h1 torre del bianco | e6 pedone del nero · e5 pedone del bianco · a4 torre del bianco · d4 pedone del nero · d3 pedone del bianco · h3 pedone del nero · a2 pedone del nero · b2 cavallo del bianco · c2 re del bianco · f2 pedone del nero · h2 pedone del nero · a1 re del nero · d1 alfiere del bianco · g1 alfiere del bianco · h1 torre del bianco | e6 pedone del nero · e5 pedone del bianco · a4 torre del bianco · d4 pedone del nero · d3 pedone del bianco · h3 pedone del nero · a2 pedone del nero · b2 cavallo del bianco · c2 re del bianco · f2 pedone del nero · h2 pedone del nero · a1 re del nero · d1 alfiere del bianco · g1 alfiere del bianco · h1 torre del bianco | e6 pedone del nero · e5 pedone del bianco · a4 torre del bianco · d4 pedone del nero · d3 pedone del bianco · h3 pedone del nero · a2 pedone del nero · b2 cavallo del bianco · c2 re del bianco · f2 pedone del nero · h2 pedone del nero · a1 re del nero · d1 alfiere del bianco · g1 alfiere del bianco · h1 torre del bianco | 6 |
| 5 | e6 pedone del nero · e5 pedone del bianco · a4 torre del bianco · d4 pedone del nero · d3 pedone del bianco · h3 pedone del nero · a2 pedone del nero · b2 cavallo del bianco · c2 re del bianco · f2 pedone del nero · h2 pedone del nero · a1 re del nero · d1 alfiere del bianco · g1 alfiere del bianco · h1 torre del bianco | e6 pedone del nero · e5 pedone del bianco · a4 torre del bianco · d4 pedone del nero · d3 pedone del bianco · h3 pedone del nero · a2 pedone del nero · b2 cavallo del bianco · c2 re del bianco · f2 pedone del nero · h2 pedone del nero · a1 re del nero · d1 alfiere del bianco · g1 alfiere del bianco · h1 torre del bianco | e6 pedone del nero · e5 pedone del bianco · a4 torre del bianco · d4 pedone del nero · d3 pedone del bianco · h3 pedone del nero · a2 pedone del nero · b2 cavallo del bianco · c2 re del bianco · f2 pedone del nero · h2 pedone del nero · a1 re del nero · d1 alfiere del bianco · g1 alfiere del bianco · h1 torre del bianco | e6 pedone del nero · e5 pedone del bianco · a4 torre del bianco · d4 pedone del nero · d3 pedone del bianco · h3 pedone del nero · a2 pedone del nero · b2 cavallo del bianco · c2 re del bianco · f2 pedone del nero · h2 pedone del nero · a1 re del nero · d1 alfiere del bianco · g1 alfiere del bianco · h1 torre del bianco | e6 pedone del nero · e5 pedone del bianco · a4 torre del bianco · d4 pedone del nero · d3 pedone del bianco · h3 pedone del nero · a2 pedone del nero · b2 cavallo del bianco · c2 re del bianco · f2 pedone del nero · h2 pedone del nero · a1 re del nero · d1 alfiere del bianco · g1 alfiere del bianco · h1 torre del bianco | e6 pedone del nero · e5 pedone del bianco · a4 torre del bianco · d4 pedone del nero · d3 pedone del bianco · h3 pedone del nero · a2 pedone del nero · b2 cavallo del bianco · c2 re del bianco · f2 pedone del nero · h2 pedone del nero · a1 re del nero · d1 alfiere del bianco · g1 alfiere del bianco · h1 torre del bianco | e6 pedone del nero · e5 pedone del bianco · a4 torre del bianco · d4 pedone del nero · d3 pedone del bianco · h3 pedone del nero · a2 pedone del nero · b2 cavallo del bianco · c2 re del bianco · f2 pedone del nero · h2 pedone del nero · a1 re del nero · d1 alfiere del bianco · g1 alfiere del bianco · h1 torre del bianco | e6 pedone del nero · e5 pedone del bianco · a4 torre del bianco · d4 pedone del nero · d3 pedone del bianco · h3 pedone del nero · a2 pedone del nero · b2 cavallo del bianco · c2 re del bianco · f2 pedone del nero · h2 pedone del nero · a1 re del nero · d1 alfiere del bianco · g1 alfiere del bianco · h1 torre del bianco | 5 |
| 4 | e6 pedone del nero · e5 pedone del bianco · a4 torre del bianco · d4 pedone del nero · d3 pedone del bianco · h3 pedone del nero · a2 pedone del nero · b2 cavallo del bianco · c2 re del bianco · f2 pedone del nero · h2 pedone del nero · a1 re del nero · d1 alfiere del bianco · g1 alfiere del bianco · h1 torre del bianco | e6 pedone del nero · e5 pedone del bianco · a4 torre del bianco · d4 pedone del nero · d3 pedone del bianco · h3 pedone del nero · a2 pedone del nero · b2 cavallo del bianco · c2 re del bianco · f2 pedone del nero · h2 pedone del nero · a1 re del nero · d1 alfiere del bianco · g1 alfiere del bianco · h1 torre del bianco | e6 pedone del nero · e5 pedone del bianco · a4 torre del bianco · d4 pedone del nero · d3 pedone del bianco · h3 pedone del nero · a2 pedone del nero · b2 cavallo del bianco · c2 re del bianco · f2 pedone del nero · h2 pedone del nero · a1 re del nero · d1 alfiere del bianco · g1 alfiere del bianco · h1 torre del bianco | e6 pedone del nero · e5 pedone del bianco · a4 torre del bianco · d4 pedone del nero · d3 pedone del bianco · h3 pedone del nero · a2 pedone del nero · b2 cavallo del bianco · c2 re del bianco · f2 pedone del nero · h2 pedone del nero · a1 re del nero · d1 alfiere del bianco · g1 alfiere del bianco · h1 torre del bianco | e6 pedone del nero · e5 pedone del bianco · a4 torre del bianco · d4 pedone del nero · d3 pedone del bianco · h3 pedone del nero · a2 pedone del nero · b2 cavallo del bianco · c2 re del bianco · f2 pedone del nero · h2 pedone del nero · a1 re del nero · d1 alfiere del bianco · g1 alfiere del bianco · h1 torre del bianco | e6 pedone del nero · e5 pedone del bianco · a4 torre del bianco · d4 pedone del nero · d3 pedone del bianco · h3 pedone del nero · a2 pedone del nero · b2 cavallo del bianco · c2 re del bianco · f2 pedone del nero · h2 pedone del nero · a1 re del nero · d1 alfiere del bianco · g1 alfiere del bianco · h1 torre del bianco | e6 pedone del nero · e5 pedone del bianco · a4 torre del bianco · d4 pedone del nero · d3 pedone del bianco · h3 pedone del nero · a2 pedone del nero · b2 cavallo del bianco · c2 re del bianco · f2 pedone del nero · h2 pedone del nero · a1 re del nero · d1 alfiere del bianco · g1 alfiere del bianco · h1 torre del bianco | e6 pedone del nero · e5 pedone del bianco · a4 torre del bianco · d4 pedone del nero · d3 pedone del bianco · h3 pedone del nero · a2 pedone del nero · b2 cavallo del bianco · c2 re del bianco · f2 pedone del nero · h2 pedone del nero · a1 re del nero · d1 alfiere del bianco · g1 alfiere del bianco · h1 torre del bianco | 4 |
| 3 | e6 pedone del nero · e5 pedone del bianco · a4 torre del bianco · d4 pedone del nero · d3 pedone del bianco · h3 pedone del nero · a2 pedone del nero · b2 cavallo del bianco · c2 re del bianco · f2 pedone del nero · h2 pedone del nero · a1 re del nero · d1 alfiere del bianco · g1 alfiere del bianco · h1 torre del bianco | e6 pedone del nero · e5 pedone del bianco · a4 torre del bianco · d4 pedone del nero · d3 pedone del bianco · h3 pedone del nero · a2 pedone del nero · b2 cavallo del bianco · c2 re del bianco · f2 pedone del nero · h2 pedone del nero · a1 re del nero · d1 alfiere del bianco · g1 alfiere del bianco · h1 torre del bianco | e6 pedone del nero · e5 pedone del bianco · a4 torre del bianco · d4 pedone del nero · d3 pedone del bianco · h3 pedone del nero · a2 pedone del nero · b2 cavallo del bianco · c2 re del bianco · f2 pedone del nero · h2 pedone del nero · a1 re del nero · d1 alfiere del bianco · g1 alfiere del bianco · h1 torre del bianco | e6 pedone del nero · e5 pedone del bianco · a4 torre del bianco · d4 pedone del nero · d3 pedone del bianco · h3 pedone del nero · a2 pedone del nero · b2 cavallo del bianco · c2 re del bianco · f2 pedone del nero · h2 pedone del nero · a1 re del nero · d1 alfiere del bianco · g1 alfiere del bianco · h1 torre del bianco | e6 pedone del nero · e5 pedone del bianco · a4 torre del bianco · d4 pedone del nero · d3 pedone del bianco · h3 pedone del nero · a2 pedone del nero · b2 cavallo del bianco · c2 re del bianco · f2 pedone del nero · h2 pedone del nero · a1 re del nero · d1 alfiere del bianco · g1 alfiere del bianco · h1 torre del bianco | e6 pedone del nero · e5 pedone del bianco · a4 torre del bianco · d4 pedone del nero · d3 pedone del bianco · h3 pedone del nero · a2 pedone del nero · b2 cavallo del bianco · c2 re del bianco · f2 pedone del nero · h2 pedone del nero · a1 re del nero · d1 alfiere del bianco · g1 alfiere del bianco · h1 torre del bianco | e6 pedone del nero · e5 pedone del bianco · a4 torre del bianco · d4 pedone del nero · d3 pedone del bianco · h3 pedone del nero · a2 pedone del nero · b2 cavallo del bianco · c2 re del bianco · f2 pedone del nero · h2 pedone del nero · a1 re del nero · d1 alfiere del bianco · g1 alfiere del bianco · h1 torre del bianco | e6 pedone del nero · e5 pedone del bianco · a4 torre del bianco · d4 pedone del nero · d3 pedone del bianco · h3 pedone del nero · a2 pedone del nero · b2 cavallo del bianco · c2 re del bianco · f2 pedone del nero · h2 pedone del nero · a1 re del nero · d1 alfiere del bianco · g1 alfiere del bianco · h1 torre del bianco | 3 |
| 2 | e6 pedone del nero · e5 pedone del bianco · a4 torre del bianco · d4 pedone del nero · d3 pedone del bianco · h3 pedone del nero · a2 pedone del nero · b2 cavallo del bianco · c2 re del bianco · f2 pedone del nero · h2 pedone del nero · a1 re del nero · d1 alfiere del bianco · g1 alfiere del bianco · h1 torre del bianco | e6 pedone del nero · e5 pedone del bianco · a4 torre del bianco · d4 pedone del nero · d3 pedone del bianco · h3 pedone del nero · a2 pedone del nero · b2 cavallo del bianco · c2 re del bianco · f2 pedone del nero · h2 pedone del nero · a1 re del nero · d1 alfiere del bianco · g1 alfiere del bianco · h1 torre del bianco | e6 pedone del nero · e5 pedone del bianco · a4 torre del bianco · d4 pedone del nero · d3 pedone del bianco · h3 pedone del nero · a2 pedone del nero · b2 cavallo del bianco · c2 re del bianco · f2 pedone del nero · h2 pedone del nero · a1 re del nero · d1 alfiere del bianco · g1 alfiere del bianco · h1 torre del bianco | e6 pedone del nero · e5 pedone del bianco · a4 torre del bianco · d4 pedone del nero · d3 pedone del bianco · h3 pedone del nero · a2 pedone del nero · b2 cavallo del bianco · c2 re del bianco · f2 pedone del nero · h2 pedone del nero · a1 re del nero · d1 alfiere del bianco · g1 alfiere del bianco · h1 torre del bianco | e6 pedone del nero · e5 pedone del bianco · a4 torre del bianco · d4 pedone del nero · d3 pedone del bianco · h3 pedone del nero · a2 pedone del nero · b2 cavallo del bianco · c2 re del bianco · f2 pedone del nero · h2 pedone del nero · a1 re del nero · d1 alfiere del bianco · g1 alfiere del bianco · h1 torre del bianco | e6 pedone del nero · e5 pedone del bianco · a4 torre del bianco · d4 pedone del nero · d3 pedone del bianco · h3 pedone del nero · a2 pedone del nero · b2 cavallo del bianco · c2 re del bianco · f2 pedone del nero · h2 pedone del nero · a1 re del nero · d1 alfiere del bianco · g1 alfiere del bianco · h1 torre del bianco | e6 pedone del nero · e5 pedone del bianco · a4 torre del bianco · d4 pedone del nero · d3 pedone del bianco · h3 pedone del nero · a2 pedone del nero · b2 cavallo del bianco · c2 re del bianco · f2 pedone del nero · h2 pedone del nero · a1 re del nero · d1 alfiere del bianco · g1 alfiere del bianco · h1 torre del bianco | e6 pedone del nero · e5 pedone del bianco · a4 torre del bianco · d4 pedone del nero · d3 pedone del bianco · h3 pedone del nero · a2 pedone del nero · b2 cavallo del bianco · c2 re del bianco · f2 pedone del nero · h2 pedone del nero · a1 re del nero · d1 alfiere del bianco · g1 alfiere del bianco · h1 torre del bianco | 2 |
| 1 | e6 pedone del nero · e5 pedone del bianco · a4 torre del bianco · d4 pedone del nero · d3 pedone del bianco · h3 pedone del nero · a2 pedone del nero · b2 cavallo del bianco · c2 re del bianco · f2 pedone del nero · h2 pedone del nero · a1 re del nero · d1 alfiere del bianco · g1 alfiere del bianco · h1 torre del bianco | e6 pedone del nero · e5 pedone del bianco · a4 torre del bianco · d4 pedone del nero · d3 pedone del bianco · h3 pedone del nero · a2 pedone del nero · b2 cavallo del bianco · c2 re del bianco · f2 pedone del nero · h2 pedone del nero · a1 re del nero · d1 alfiere del bianco · g1 alfiere del bianco · h1 torre del bianco | e6 pedone del nero · e5 pedone del bianco · a4 torre del bianco · d4 pedone del nero · d3 pedone del bianco · h3 pedone del nero · a2 pedone del nero · b2 cavallo del bianco · c2 re del bianco · f2 pedone del nero · h2 pedone del nero · a1 re del nero · d1 alfiere del bianco · g1 alfiere del bianco · h1 torre del bianco | e6 pedone del nero · e5 pedone del bianco · a4 torre del bianco · d4 pedone del nero · d3 pedone del bianco · h3 pedone del nero · a2 pedone del nero · b2 cavallo del bianco · c2 re del bianco · f2 pedone del nero · h2 pedone del nero · a1 re del nero · d1 alfiere del bianco · g1 alfiere del bianco · h1 torre del bianco | e6 pedone del nero · e5 pedone del bianco · a4 torre del bianco · d4 pedone del nero · d3 pedone del bianco · h3 pedone del nero · a2 pedone del nero · b2 cavallo del bianco · c2 re del bianco · f2 pedone del nero · h2 pedone del nero · a1 re del nero · d1 alfiere del bianco · g1 alfiere del bianco · h1 torre del bianco | e6 pedone del nero · e5 pedone del bianco · a4 torre del bianco · d4 pedone del nero · d3 pedone del bianco · h3 pedone del nero · a2 pedone del nero · b2 cavallo del bianco · c2 re del bianco · f2 pedone del nero · h2 pedone del nero · a1 re del nero · d1 alfiere del bianco · g1 alfiere del bianco · h1 torre del bianco | e6 pedone del nero · e5 pedone del bianco · a4 torre del bianco · d4 pedone del nero · d3 pedone del bianco · h3 pedone del nero · a2 pedone del nero · b2 cavallo del bianco · c2 re del bianco · f2 pedone del nero · h2 pedone del nero · a1 re del nero · d1 alfiere del bianco · g1 alfiere del bianco · h1 torre del bianco | e6 pedone del nero · e5 pedone del bianco · a4 torre del bianco · d4 pedone del nero · d3 pedone del bianco · h3 pedone del nero · a2 pedone del nero · b2 cavallo del bianco · c2 re del bianco · f2 pedone del nero · h2 pedone del nero · a1 re del nero · d1 alfiere del bianco · g1 alfiere del bianco · h1 torre del bianco | 1 |
|   | a | b | c | d | e | f | g | h |   |

Soluzione:
1. Ag4 !  (min. 2. Axf2#)
1. ...f1=D/T 2. Axd4 ... 3. Cd1/c4/Txf1#

1. ...f1=C  2. Axe6 ...  3. Txa2#

1. ...f1=A  2. Ae3 ...  3. Txf1#

1. ...fxg1=D  2. Axe6 ...  3. Txa2#

1. ...fxg1=C  2. Ad1! ...  3. Axf3/e2#

|   | a | b | c | d | e | f | g | h |   |
| 8 | d8 re del nero · a7 cavallo del bianco · d6 re del bianco · f6 pedone del bianco · a5 pedone del bianco · c5 pedone del nero · d5 pedone del nero · e5 pedone del nero · h5 alfiere del bianco · c4 pedone del nero · d4 donna del bianco · e4 pedone del nero · g3 pedone del bianco · h3 pedone del nero · a2 cavallo del nero · g2 torre del nero · h2 torre del nero · e1 alfiere del nero · f1 alfiere del nero | d8 re del nero · a7 cavallo del bianco · d6 re del bianco · f6 pedone del bianco · a5 pedone del bianco · c5 pedone del nero · d5 pedone del nero · e5 pedone del nero · h5 alfiere del bianco · c4 pedone del nero · d4 donna del bianco · e4 pedone del nero · g3 pedone del bianco · h3 pedone del nero · a2 cavallo del nero · g2 torre del nero · h2 torre del nero · e1 alfiere del nero · f1 alfiere del nero | d8 re del nero · a7 cavallo del bianco · d6 re del bianco · f6 pedone del bianco · a5 pedone del bianco · c5 pedone del nero · d5 pedone del nero · e5 pedone del nero · h5 alfiere del bianco · c4 pedone del nero · d4 donna del bianco · e4 pedone del nero · g3 pedone del bianco · h3 pedone del nero · a2 cavallo del nero · g2 torre del nero · h2 torre del nero · e1 alfiere del nero · f1 alfiere del nero | d8 re del nero · a7 cavallo del bianco · d6 re del bianco · f6 pedone del bianco · a5 pedone del bianco · c5 pedone del nero · d5 pedone del nero · e5 pedone del nero · h5 alfiere del bianco · c4 pedone del nero · d4 donna del bianco · e4 pedone del nero · g3 pedone del bianco · h3 pedone del nero · a2 cavallo del nero · g2 torre del nero · h2 torre del nero · e1 alfiere del nero · f1 alfiere del nero | d8 re del nero · a7 cavallo del bianco · d6 re del bianco · f6 pedone del bianco · a5 pedone del bianco · c5 pedone del nero · d5 pedone del nero · e5 pedone del nero · h5 alfiere del bianco · c4 pedone del nero · d4 donna del bianco · e4 pedone del nero · g3 pedone del bianco · h3 pedone del nero · a2 cavallo del nero · g2 torre del nero · h2 torre del nero · e1 alfiere del nero · f1 alfiere del nero | d8 re del nero · a7 cavallo del bianco · d6 re del bianco · f6 pedone del bianco · a5 pedone del bianco · c5 pedone del nero · d5 pedone del nero · e5 pedone del nero · h5 alfiere del bianco · c4 pedone del nero · d4 donna del bianco · e4 pedone del nero · g3 pedone del bianco · h3 pedone del nero · a2 cavallo del nero · g2 torre del nero · h2 torre del nero · e1 alfiere del nero · f1 alfiere del nero | d8 re del nero · a7 cavallo del bianco · d6 re del bianco · f6 pedone del bianco · a5 pedone del bianco · c5 pedone del nero · d5 pedone del nero · e5 pedone del nero · h5 alfiere del bianco · c4 pedone del nero · d4 donna del bianco · e4 pedone del nero · g3 pedone del bianco · h3 pedone del nero · a2 cavallo del nero · g2 torre del nero · h2 torre del nero · e1 alfiere del nero · f1 alfiere del nero | d8 re del nero · a7 cavallo del bianco · d6 re del bianco · f6 pedone del bianco · a5 pedone del bianco · c5 pedone del nero · d5 pedone del nero · e5 pedone del nero · h5 alfiere del bianco · c4 pedone del nero · d4 donna del bianco · e4 pedone del nero · g3 pedone del bianco · h3 pedone del nero · a2 cavallo del nero · g2 torre del nero · h2 torre del nero · e1 alfiere del nero · f1 alfiere del nero | 8 |
| 7 | d8 re del nero · a7 cavallo del bianco · d6 re del bianco · f6 pedone del bianco · a5 pedone del bianco · c5 pedone del nero · d5 pedone del nero · e5 pedone del nero · h5 alfiere del bianco · c4 pedone del nero · d4 donna del bianco · e4 pedone del nero · g3 pedone del bianco · h3 pedone del nero · a2 cavallo del nero · g2 torre del nero · h2 torre del nero · e1 alfiere del nero · f1 alfiere del nero | d8 re del nero · a7 cavallo del bianco · d6 re del bianco · f6 pedone del bianco · a5 pedone del bianco · c5 pedone del nero · d5 pedone del nero · e5 pedone del nero · h5 alfiere del bianco · c4 pedone del nero · d4 donna del bianco · e4 pedone del nero · g3 pedone del bianco · h3 pedone del nero · a2 cavallo del nero · g2 torre del nero · h2 torre del nero · e1 alfiere del nero · f1 alfiere del nero | d8 re del nero · a7 cavallo del bianco · d6 re del bianco · f6 pedone del bianco · a5 pedone del bianco · c5 pedone del nero · d5 pedone del nero · e5 pedone del nero · h5 alfiere del bianco · c4 pedone del nero · d4 donna del bianco · e4 pedone del nero · g3 pedone del bianco · h3 pedone del nero · a2 cavallo del nero · g2 torre del nero · h2 torre del nero · e1 alfiere del nero · f1 alfiere del nero | d8 re del nero · a7 cavallo del bianco · d6 re del bianco · f6 pedone del bianco · a5 pedone del bianco · c5 pedone del nero · d5 pedone del nero · e5 pedone del nero · h5 alfiere del bianco · c4 pedone del nero · d4 donna del bianco · e4 pedone del nero · g3 pedone del bianco · h3 pedone del nero · a2 cavallo del nero · g2 torre del nero · h2 torre del nero · e1 alfiere del nero · f1 alfiere del nero | d8 re del nero · a7 cavallo del bianco · d6 re del bianco · f6 pedone del bianco · a5 pedone del bianco · c5 pedone del nero · d5 pedone del nero · e5 pedone del nero · h5 alfiere del bianco · c4 pedone del nero · d4 donna del bianco · e4 pedone del nero · g3 pedone del bianco · h3 pedone del nero · a2 cavallo del nero · g2 torre del nero · h2 torre del nero · e1 alfiere del nero · f1 alfiere del nero | d8 re del nero · a7 cavallo del bianco · d6 re del bianco · f6 pedone del bianco · a5 pedone del bianco · c5 pedone del nero · d5 pedone del nero · e5 pedone del nero · h5 alfiere del bianco · c4 pedone del nero · d4 donna del bianco · e4 pedone del nero · g3 pedone del bianco · h3 pedone del nero · a2 cavallo del nero · g2 torre del nero · h2 torre del nero · e1 alfiere del nero · f1 alfiere del nero | d8 re del nero · a7 cavallo del bianco · d6 re del bianco · f6 pedone del bianco · a5 pedone del bianco · c5 pedone del nero · d5 pedone del nero · e5 pedone del nero · h5 alfiere del bianco · c4 pedone del nero · d4 donna del bianco · e4 pedone del nero · g3 pedone del bianco · h3 pedone del nero · a2 cavallo del nero · g2 torre del nero · h2 torre del nero · e1 alfiere del nero · f1 alfiere del nero | d8 re del nero · a7 cavallo del bianco · d6 re del bianco · f6 pedone del bianco · a5 pedone del bianco · c5 pedone del nero · d5 pedone del nero · e5 pedone del nero · h5 alfiere del bianco · c4 pedone del nero · d4 donna del bianco · e4 pedone del nero · g3 pedone del bianco · h3 pedone del nero · a2 cavallo del nero · g2 torre del nero · h2 torre del nero · e1 alfiere del nero · f1 alfiere del nero | 7 |
| 6 | d8 re del nero · a7 cavallo del bianco · d6 re del bianco · f6 pedone del bianco · a5 pedone del bianco · c5 pedone del nero · d5 pedone del nero · e5 pedone del nero · h5 alfiere del bianco · c4 pedone del nero · d4 donna del bianco · e4 pedone del nero · g3 pedone del bianco · h3 pedone del nero · a2 cavallo del nero · g2 torre del nero · h2 torre del nero · e1 alfiere del nero · f1 alfiere del nero | d8 re del nero · a7 cavallo del bianco · d6 re del bianco · f6 pedone del bianco · a5 pedone del bianco · c5 pedone del nero · d5 pedone del nero · e5 pedone del nero · h5 alfiere del bianco · c4 pedone del nero · d4 donna del bianco · e4 pedone del nero · g3 pedone del bianco · h3 pedone del nero · a2 cavallo del nero · g2 torre del nero · h2 torre del nero · e1 alfiere del nero · f1 alfiere del nero | d8 re del nero · a7 cavallo del bianco · d6 re del bianco · f6 pedone del bianco · a5 pedone del bianco · c5 pedone del nero · d5 pedone del nero · e5 pedone del nero · h5 alfiere del bianco · c4 pedone del nero · d4 donna del bianco · e4 pedone del nero · g3 pedone del bianco · h3 pedone del nero · a2 cavallo del nero · g2 torre del nero · h2 torre del nero · e1 alfiere del nero · f1 alfiere del nero | d8 re del nero · a7 cavallo del bianco · d6 re del bianco · f6 pedone del bianco · a5 pedone del bianco · c5 pedone del nero · d5 pedone del nero · e5 pedone del nero · h5 alfiere del bianco · c4 pedone del nero · d4 donna del bianco · e4 pedone del nero · g3 pedone del bianco · h3 pedone del nero · a2 cavallo del nero · g2 torre del nero · h2 torre del nero · e1 alfiere del nero · f1 alfiere del nero | d8 re del nero · a7 cavallo del bianco · d6 re del bianco · f6 pedone del bianco · a5 pedone del bianco · c5 pedone del nero · d5 pedone del nero · e5 pedone del nero · h5 alfiere del bianco · c4 pedone del nero · d4 donna del bianco · e4 pedone del nero · g3 pedone del bianco · h3 pedone del nero · a2 cavallo del nero · g2 torre del nero · h2 torre del nero · e1 alfiere del nero · f1 alfiere del nero | d8 re del nero · a7 cavallo del bianco · d6 re del bianco · f6 pedone del bianco · a5 pedone del bianco · c5 pedone del nero · d5 pedone del nero · e5 pedone del nero · h5 alfiere del bianco · c4 pedone del nero · d4 donna del bianco · e4 pedone del nero · g3 pedone del bianco · h3 pedone del nero · a2 cavallo del nero · g2 torre del nero · h2 torre del nero · e1 alfiere del nero · f1 alfiere del nero | d8 re del nero · a7 cavallo del bianco · d6 re del bianco · f6 pedone del bianco · a5 pedone del bianco · c5 pedone del nero · d5 pedone del nero · e5 pedone del nero · h5 alfiere del bianco · c4 pedone del nero · d4 donna del bianco · e4 pedone del nero · g3 pedone del bianco · h3 pedone del nero · a2 cavallo del nero · g2 torre del nero · h2 torre del nero · e1 alfiere del nero · f1 alfiere del nero | d8 re del nero · a7 cavallo del bianco · d6 re del bianco · f6 pedone del bianco · a5 pedone del bianco · c5 pedone del nero · d5 pedone del nero · e5 pedone del nero · h5 alfiere del bianco · c4 pedone del nero · d4 donna del bianco · e4 pedone del nero · g3 pedone del bianco · h3 pedone del nero · a2 cavallo del nero · g2 torre del nero · h2 torre del nero · e1 alfiere del nero · f1 alfiere del nero | 6 |
| 5 | d8 re del nero · a7 cavallo del bianco · d6 re del bianco · f6 pedone del bianco · a5 pedone del bianco · c5 pedone del nero · d5 pedone del nero · e5 pedone del nero · h5 alfiere del bianco · c4 pedone del nero · d4 donna del bianco · e4 pedone del nero · g3 pedone del bianco · h3 pedone del nero · a2 cavallo del nero · g2 torre del nero · h2 torre del nero · e1 alfiere del nero · f1 alfiere del nero | d8 re del nero · a7 cavallo del bianco · d6 re del bianco · f6 pedone del bianco · a5 pedone del bianco · c5 pedone del nero · d5 pedone del nero · e5 pedone del nero · h5 alfiere del bianco · c4 pedone del nero · d4 donna del bianco · e4 pedone del nero · g3 pedone del bianco · h3 pedone del nero · a2 cavallo del nero · g2 torre del nero · h2 torre del nero · e1 alfiere del nero · f1 alfiere del nero | d8 re del nero · a7 cavallo del bianco · d6 re del bianco · f6 pedone del bianco · a5 pedone del bianco · c5 pedone del nero · d5 pedone del nero · e5 pedone del nero · h5 alfiere del bianco · c4 pedone del nero · d4 donna del bianco · e4 pedone del nero · g3 pedone del bianco · h3 pedone del nero · a2 cavallo del nero · g2 torre del nero · h2 torre del nero · e1 alfiere del nero · f1 alfiere del nero | d8 re del nero · a7 cavallo del bianco · d6 re del bianco · f6 pedone del bianco · a5 pedone del bianco · c5 pedone del nero · d5 pedone del nero · e5 pedone del nero · h5 alfiere del bianco · c4 pedone del nero · d4 donna del bianco · e4 pedone del nero · g3 pedone del bianco · h3 pedone del nero · a2 cavallo del nero · g2 torre del nero · h2 torre del nero · e1 alfiere del nero · f1 alfiere del nero | d8 re del nero · a7 cavallo del bianco · d6 re del bianco · f6 pedone del bianco · a5 pedone del bianco · c5 pedone del nero · d5 pedone del nero · e5 pedone del nero · h5 alfiere del bianco · c4 pedone del nero · d4 donna del bianco · e4 pedone del nero · g3 pedone del bianco · h3 pedone del nero · a2 cavallo del nero · g2 torre del nero · h2 torre del nero · e1 alfiere del nero · f1 alfiere del nero | d8 re del nero · a7 cavallo del bianco · d6 re del bianco · f6 pedone del bianco · a5 pedone del bianco · c5 pedone del nero · d5 pedone del nero · e5 pedone del nero · h5 alfiere del bianco · c4 pedone del nero · d4 donna del bianco · e4 pedone del nero · g3 pedone del bianco · h3 pedone del nero · a2 cavallo del nero · g2 torre del nero · h2 torre del nero · e1 alfiere del nero · f1 alfiere del nero | d8 re del nero · a7 cavallo del bianco · d6 re del bianco · f6 pedone del bianco · a5 pedone del bianco · c5 pedone del nero · d5 pedone del nero · e5 pedone del nero · h5 alfiere del bianco · c4 pedone del nero · d4 donna del bianco · e4 pedone del nero · g3 pedone del bianco · h3 pedone del nero · a2 cavallo del nero · g2 torre del nero · h2 torre del nero · e1 alfiere del nero · f1 alfiere del nero | d8 re del nero · a7 cavallo del bianco · d6 re del bianco · f6 pedone del bianco · a5 pedone del bianco · c5 pedone del nero · d5 pedone del nero · e5 pedone del nero · h5 alfiere del bianco · c4 pedone del nero · d4 donna del bianco · e4 pedone del nero · g3 pedone del bianco · h3 pedone del nero · a2 cavallo del nero · g2 torre del nero · h2 torre del nero · e1 alfiere del nero · f1 alfiere del nero | 5 |
| 4 | d8 re del nero · a7 cavallo del bianco · d6 re del bianco · f6 pedone del bianco · a5 pedone del bianco · c5 pedone del nero · d5 pedone del nero · e5 pedone del nero · h5 alfiere del bianco · c4 pedone del nero · d4 donna del bianco · e4 pedone del nero · g3 pedone del bianco · h3 pedone del nero · a2 cavallo del nero · g2 torre del nero · h2 torre del nero · e1 alfiere del nero · f1 alfiere del nero | d8 re del nero · a7 cavallo del bianco · d6 re del bianco · f6 pedone del bianco · a5 pedone del bianco · c5 pedone del nero · d5 pedone del nero · e5 pedone del nero · h5 alfiere del bianco · c4 pedone del nero · d4 donna del bianco · e4 pedone del nero · g3 pedone del bianco · h3 pedone del nero · a2 cavallo del nero · g2 torre del nero · h2 torre del nero · e1 alfiere del nero · f1 alfiere del nero | d8 re del nero · a7 cavallo del bianco · d6 re del bianco · f6 pedone del bianco · a5 pedone del bianco · c5 pedone del nero · d5 pedone del nero · e5 pedone del nero · h5 alfiere del bianco · c4 pedone del nero · d4 donna del bianco · e4 pedone del nero · g3 pedone del bianco · h3 pedone del nero · a2 cavallo del nero · g2 torre del nero · h2 torre del nero · e1 alfiere del nero · f1 alfiere del nero | d8 re del nero · a7 cavallo del bianco · d6 re del bianco · f6 pedone del bianco · a5 pedone del bianco · c5 pedone del nero · d5 pedone del nero · e5 pedone del nero · h5 alfiere del bianco · c4 pedone del nero · d4 donna del bianco · e4 pedone del nero · g3 pedone del bianco · h3 pedone del nero · a2 cavallo del nero · g2 torre del nero · h2 torre del nero · e1 alfiere del nero · f1 alfiere del nero | d8 re del nero · a7 cavallo del bianco · d6 re del bianco · f6 pedone del bianco · a5 pedone del bianco · c5 pedone del nero · d5 pedone del nero · e5 pedone del nero · h5 alfiere del bianco · c4 pedone del nero · d4 donna del bianco · e4 pedone del nero · g3 pedone del bianco · h3 pedone del nero · a2 cavallo del nero · g2 torre del nero · h2 torre del nero · e1 alfiere del nero · f1 alfiere del nero | d8 re del nero · a7 cavallo del bianco · d6 re del bianco · f6 pedone del bianco · a5 pedone del bianco · c5 pedone del nero · d5 pedone del nero · e5 pedone del nero · h5 alfiere del bianco · c4 pedone del nero · d4 donna del bianco · e4 pedone del nero · g3 pedone del bianco · h3 pedone del nero · a2 cavallo del nero · g2 torre del nero · h2 torre del nero · e1 alfiere del nero · f1 alfiere del nero | d8 re del nero · a7 cavallo del bianco · d6 re del bianco · f6 pedone del bianco · a5 pedone del bianco · c5 pedone del nero · d5 pedone del nero · e5 pedone del nero · h5 alfiere del bianco · c4 pedone del nero · d4 donna del bianco · e4 pedone del nero · g3 pedone del bianco · h3 pedone del nero · a2 cavallo del nero · g2 torre del nero · h2 torre del nero · e1 alfiere del nero · f1 alfiere del nero | d8 re del nero · a7 cavallo del bianco · d6 re del bianco · f6 pedone del bianco · a5 pedone del bianco · c5 pedone del nero · d5 pedone del nero · e5 pedone del nero · h5 alfiere del bianco · c4 pedone del nero · d4 donna del bianco · e4 pedone del nero · g3 pedone del bianco · h3 pedone del nero · a2 cavallo del nero · g2 torre del nero · h2 torre del nero · e1 alfiere del nero · f1 alfiere del nero | 4 |
| 3 | d8 re del nero · a7 cavallo del bianco · d6 re del bianco · f6 pedone del bianco · a5 pedone del bianco · c5 pedone del nero · d5 pedone del nero · e5 pedone del nero · h5 alfiere del bianco · c4 pedone del nero · d4 donna del bianco · e4 pedone del nero · g3 pedone del bianco · h3 pedone del nero · a2 cavallo del nero · g2 torre del nero · h2 torre del nero · e1 alfiere del nero · f1 alfiere del nero | d8 re del nero · a7 cavallo del bianco · d6 re del bianco · f6 pedone del bianco · a5 pedone del bianco · c5 pedone del nero · d5 pedone del nero · e5 pedone del nero · h5 alfiere del bianco · c4 pedone del nero · d4 donna del bianco · e4 pedone del nero · g3 pedone del bianco · h3 pedone del nero · a2 cavallo del nero · g2 torre del nero · h2 torre del nero · e1 alfiere del nero · f1 alfiere del nero | d8 re del nero · a7 cavallo del bianco · d6 re del bianco · f6 pedone del bianco · a5 pedone del bianco · c5 pedone del nero · d5 pedone del nero · e5 pedone del nero · h5 alfiere del bianco · c4 pedone del nero · d4 donna del bianco · e4 pedone del nero · g3 pedone del bianco · h3 pedone del nero · a2 cavallo del nero · g2 torre del nero · h2 torre del nero · e1 alfiere del nero · f1 alfiere del nero | d8 re del nero · a7 cavallo del bianco · d6 re del bianco · f6 pedone del bianco · a5 pedone del bianco · c5 pedone del nero · d5 pedone del nero · e5 pedone del nero · h5 alfiere del bianco · c4 pedone del nero · d4 donna del bianco · e4 pedone del nero · g3 pedone del bianco · h3 pedone del nero · a2 cavallo del nero · g2 torre del nero · h2 torre del nero · e1 alfiere del nero · f1 alfiere del nero | d8 re del nero · a7 cavallo del bianco · d6 re del bianco · f6 pedone del bianco · a5 pedone del bianco · c5 pedone del nero · d5 pedone del nero · e5 pedone del nero · h5 alfiere del bianco · c4 pedone del nero · d4 donna del bianco · e4 pedone del nero · g3 pedone del bianco · h3 pedone del nero · a2 cavallo del nero · g2 torre del nero · h2 torre del nero · e1 alfiere del nero · f1 alfiere del nero | d8 re del nero · a7 cavallo del bianco · d6 re del bianco · f6 pedone del bianco · a5 pedone del bianco · c5 pedone del nero · d5 pedone del nero · e5 pedone del nero · h5 alfiere del bianco · c4 pedone del nero · d4 donna del bianco · e4 pedone del nero · g3 pedone del bianco · h3 pedone del nero · a2 cavallo del nero · g2 torre del nero · h2 torre del nero · e1 alfiere del nero · f1 alfiere del nero | d8 re del nero · a7 cavallo del bianco · d6 re del bianco · f6 pedone del bianco · a5 pedone del bianco · c5 pedone del nero · d5 pedone del nero · e5 pedone del nero · h5 alfiere del bianco · c4 pedone del nero · d4 donna del bianco · e4 pedone del nero · g3 pedone del bianco · h3 pedone del nero · a2 cavallo del nero · g2 torre del nero · h2 torre del nero · e1 alfiere del nero · f1 alfiere del nero | d8 re del nero · a7 cavallo del bianco · d6 re del bianco · f6 pedone del bianco · a5 pedone del bianco · c5 pedone del nero · d5 pedone del nero · e5 pedone del nero · h5 alfiere del bianco · c4 pedone del nero · d4 donna del bianco · e4 pedone del nero · g3 pedone del bianco · h3 pedone del nero · a2 cavallo del nero · g2 torre del nero · h2 torre del nero · e1 alfiere del nero · f1 alfiere del nero | 3 |
| 2 | d8 re del nero · a7 cavallo del bianco · d6 re del bianco · f6 pedone del bianco · a5 pedone del bianco · c5 pedone del nero · d5 pedone del nero · e5 pedone del nero · h5 alfiere del bianco · c4 pedone del nero · d4 donna del bianco · e4 pedone del nero · g3 pedone del bianco · h3 pedone del nero · a2 cavallo del nero · g2 torre del nero · h2 torre del nero · e1 alfiere del nero · f1 alfiere del nero | d8 re del nero · a7 cavallo del bianco · d6 re del bianco · f6 pedone del bianco · a5 pedone del bianco · c5 pedone del nero · d5 pedone del nero · e5 pedone del nero · h5 alfiere del bianco · c4 pedone del nero · d4 donna del bianco · e4 pedone del nero · g3 pedone del bianco · h3 pedone del nero · a2 cavallo del nero · g2 torre del nero · h2 torre del nero · e1 alfiere del nero · f1 alfiere del nero | d8 re del nero · a7 cavallo del bianco · d6 re del bianco · f6 pedone del bianco · a5 pedone del bianco · c5 pedone del nero · d5 pedone del nero · e5 pedone del nero · h5 alfiere del bianco · c4 pedone del nero · d4 donna del bianco · e4 pedone del nero · g3 pedone del bianco · h3 pedone del nero · a2 cavallo del nero · g2 torre del nero · h2 torre del nero · e1 alfiere del nero · f1 alfiere del nero | d8 re del nero · a7 cavallo del bianco · d6 re del bianco · f6 pedone del bianco · a5 pedone del bianco · c5 pedone del nero · d5 pedone del nero · e5 pedone del nero · h5 alfiere del bianco · c4 pedone del nero · d4 donna del bianco · e4 pedone del nero · g3 pedone del bianco · h3 pedone del nero · a2 cavallo del nero · g2 torre del nero · h2 torre del nero · e1 alfiere del nero · f1 alfiere del nero | d8 re del nero · a7 cavallo del bianco · d6 re del bianco · f6 pedone del bianco · a5 pedone del bianco · c5 pedone del nero · d5 pedone del nero · e5 pedone del nero · h5 alfiere del bianco · c4 pedone del nero · d4 donna del bianco · e4 pedone del nero · g3 pedone del bianco · h3 pedone del nero · a2 cavallo del nero · g2 torre del nero · h2 torre del nero · e1 alfiere del nero · f1 alfiere del nero | d8 re del nero · a7 cavallo del bianco · d6 re del bianco · f6 pedone del bianco · a5 pedone del bianco · c5 pedone del nero · d5 pedone del nero · e5 pedone del nero · h5 alfiere del bianco · c4 pedone del nero · d4 donna del bianco · e4 pedone del nero · g3 pedone del bianco · h3 pedone del nero · a2 cavallo del nero · g2 torre del nero · h2 torre del nero · e1 alfiere del nero · f1 alfiere del nero | d8 re del nero · a7 cavallo del bianco · d6 re del bianco · f6 pedone del bianco · a5 pedone del bianco · c5 pedone del nero · d5 pedone del nero · e5 pedone del nero · h5 alfiere del bianco · c4 pedone del nero · d4 donna del bianco · e4 pedone del nero · g3 pedone del bianco · h3 pedone del nero · a2 cavallo del nero · g2 torre del nero · h2 torre del nero · e1 alfiere del nero · f1 alfiere del nero | d8 re del nero · a7 cavallo del bianco · d6 re del bianco · f6 pedone del bianco · a5 pedone del bianco · c5 pedone del nero · d5 pedone del nero · e5 pedone del nero · h5 alfiere del bianco · c4 pedone del nero · d4 donna del bianco · e4 pedone del nero · g3 pedone del bianco · h3 pedone del nero · a2 cavallo del nero · g2 torre del nero · h2 torre del nero · e1 alfiere del nero · f1 alfiere del nero | 2 |
| 1 | d8 re del nero · a7 cavallo del bianco · d6 re del bianco · f6 pedone del bianco · a5 pedone del bianco · c5 pedone del nero · d5 pedone del nero · e5 pedone del nero · h5 alfiere del bianco · c4 pedone del nero · d4 donna del bianco · e4 pedone del nero · g3 pedone del bianco · h3 pedone del nero · a2 cavallo del nero · g2 torre del nero · h2 torre del nero · e1 alfiere del nero · f1 alfiere del nero | d8 re del nero · a7 cavallo del bianco · d6 re del bianco · f6 pedone del bianco · a5 pedone del bianco · c5 pedone del nero · d5 pedone del nero · e5 pedone del nero · h5 alfiere del bianco · c4 pedone del nero · d4 donna del bianco · e4 pedone del nero · g3 pedone del bianco · h3 pedone del nero · a2 cavallo del nero · g2 torre del nero · h2 torre del nero · e1 alfiere del nero · f1 alfiere del nero | d8 re del nero · a7 cavallo del bianco · d6 re del bianco · f6 pedone del bianco · a5 pedone del bianco · c5 pedone del nero · d5 pedone del nero · e5 pedone del nero · h5 alfiere del bianco · c4 pedone del nero · d4 donna del bianco · e4 pedone del nero · g3 pedone del bianco · h3 pedone del nero · a2 cavallo del nero · g2 torre del nero · h2 torre del nero · e1 alfiere del nero · f1 alfiere del nero | d8 re del nero · a7 cavallo del bianco · d6 re del bianco · f6 pedone del bianco · a5 pedone del bianco · c5 pedone del nero · d5 pedone del nero · e5 pedone del nero · h5 alfiere del bianco · c4 pedone del nero · d4 donna del bianco · e4 pedone del nero · g3 pedone del bianco · h3 pedone del nero · a2 cavallo del nero · g2 torre del nero · h2 torre del nero · e1 alfiere del nero · f1 alfiere del nero | d8 re del nero · a7 cavallo del bianco · d6 re del bianco · f6 pedone del bianco · a5 pedone del bianco · c5 pedone del nero · d5 pedone del nero · e5 pedone del nero · h5 alfiere del bianco · c4 pedone del nero · d4 donna del bianco · e4 pedone del nero · g3 pedone del bianco · h3 pedone del nero · a2 cavallo del nero · g2 torre del nero · h2 torre del nero · e1 alfiere del nero · f1 alfiere del nero | d8 re del nero · a7 cavallo del bianco · d6 re del bianco · f6 pedone del bianco · a5 pedone del bianco · c5 pedone del nero · d5 pedone del nero · e5 pedone del nero · h5 alfiere del bianco · c4 pedone del nero · d4 donna del bianco · e4 pedone del nero · g3 pedone del bianco · h3 pedone del nero · a2 cavallo del nero · g2 torre del nero · h2 torre del nero · e1 alfiere del nero · f1 alfiere del nero | d8 re del nero · a7 cavallo del bianco · d6 re del bianco · f6 pedone del bianco · a5 pedone del bianco · c5 pedone del nero · d5 pedone del nero · e5 pedone del nero · h5 alfiere del bianco · c4 pedone del nero · d4 donna del bianco · e4 pedone del nero · g3 pedone del bianco · h3 pedone del nero · a2 cavallo del nero · g2 torre del nero · h2 torre del nero · e1 alfiere del nero · f1 alfiere del nero | d8 re del nero · a7 cavallo del bianco · d6 re del bianco · f6 pedone del bianco · a5 pedone del bianco · c5 pedone del nero · d5 pedone del nero · e5 pedone del nero · h5 alfiere del bianco · c4 pedone del nero · d4 donna del bianco · e4 pedone del nero · g3 pedone del bianco · h3 pedone del nero · a2 cavallo del nero · g2 torre del nero · h2 torre del nero · e1 alfiere del nero · f1 alfiere del nero | 1 |
|   | a | b | c | d | e | f | g | h |   |

Soluzione:
1.a6 !  (min. 2. Cc6+ Rc8 3. Ag4#)
1... Ae2 2. Dxd5 ... 3. Da8/Dg8/Rc6#

(2. Dxc5?/xe5? ... Ab4!/Axg3!)
1... Tf2/Txg3 2. Dxe5 ... 3. De7/De8#

(2. Dxd5?/Dxc5? ... Td2!/Ab4!)
1... Cb4 2. Dxc5 ... 3. Dc8/b6/c7/a5#

(2. Dxd5?/Dxe5? ... Td2!/Axg3!)